# Lucas Radebe
Lucas Radebe (* 12. dubna 1969 Soweto, Jihoafrická republika) je bývalý jihoafrický fotbalista, který většinu své kariéry odehrál ve středu obrany.
S klubem Kaizer Chiefs FC se stal jihoafrickým šampiónem v letech 1991 a 1992, v roce 1994 přestoupil do anglického klubu Leeds United FC, kde odehrál jedenáct sezón, pomohl mu ke třetímu místu v Premier League v roce 2000, což Leedsu zajistilo účast v následujícím ročníku Ligy mistrů, kde postoupil až do semifinále.
Za jihoafrickou fotbalovou reprezentaci odehrál sedmdesát zápasů a vstřelil dvě branky. Byl v týmu, který vyhrál na domácí půdě Africký pohár národů 1996, první velký turnaj, jehož se Jižní Afrika zúčastnila po zrušení apartheidu. Získal také stříbro z Afrického poháru národů 1998 a bronz z Afrického poháru národů 2000. Byl kapitánem mužstva JAR na mistrovství světa ve fotbale 1998, mistrovství světa ve fotbale 2002 i na Konfederačním poháru FIFA 1997.
Za své charitativní aktivity obdržel v roce 2000 cenu fair play. V soutěži Největší Jihoafričané podle SABC3, pořádané roku 2004, se umístil na 54. místě. Je nositelem řádu Ikhamanga.